# Amphoe Kham Ta Kla
Amphoe Kham Ta Kla (Thai: อำเภอ คำตากล้า) ist ein Landkreis (Amphoe – Verwaltungs-Distrikt) der Provinz Sakon Nakhon. Die Provinz Sakon Nakhon liegt in der Nordostregion von Thailand, dem so genannten Isan.

## Geographie
Benachbarte Distrikte (von Südosten im Uhrzeigersinn): die Amphoe Akat Amnuai, Wanon Niwat und Ban Muang der Provinz Sakon Nakhon sowie die Amphoe Phon Charoen und Seka der Provinz Nong Khai.

## Geschichte
Der Landkreis Kham Ta Kla wurde am 15. September 1976 zunächst als „Zweigkreis“ (King Amphoe) eingerichtet, indem die drei Tambon Kham Ta Kla, Nong Bua Sim und Na Tae vom Amphoe Wanon Niwat abgetrennt wurden.
Am 13. Juli 1981 bekam er den vollen Amphoe-Status.

## Verwaltungseinheiten

### Provinzverwaltung
Der Landkreis Kham Ta Kla ist in vier Tambon („Unterbezirke“ oder „Gemeinden“) eingeteilt, die sich weiter in 61 Muban („Dörfer“) unterteilen.
| Nr. | Name         | Thai     | Muban | Einw.  |
| --- | ------------ | -------- | ----- | ------ |
| 01. | Kham Ta Kla  | คำตากล้า  | 16    | 11.993 |
| 02. | Nong Bua Sim | หนองบัวสิม | 16    | 08.669 |
| 03. | Na Tae       | นาแต้     | 12    | 08.491 |
| 04. | Phaet        | แพด      | 17    | 10.123 |

### Lokalverwaltung
Es gibt zwei Kommunen mit „Kleinstadt“-Status (Thesaban Tambon) im Landkreis:
- Phaet (Thai: เทศบาลตำบลแพด) besteht aus dem gesamten Tambon Phaet.
- Kham Ta Kla (Thai: เทศบาลตำบลคำตากล้า) besteht aus Teilen des Tambon Kham Ta Kla.

Außerdem gibt es drei „Tambon-Verwaltungsorganisationen“ (องค์การบริหารส่วนตำบล – Tambon Administrative Organizations, TAO):
- Kham Ta Kla (Thai: องค์การบริหารส่วนตำบลคำตากล้า)
- Nong Bua Sim (Thai: องค์การบริหารส่วนตำบลหนองบัวสิม)
- Na Tae (Thai: องค์การบริหารส่วนตำบลนาแต้)